# Младоженец от онзи свят
„Младоженец от онзи свят“ (на руски: Жених с того света) е съветски филм от 1958 година, комедия на режисьора Леонид Гайдай по сценарий на Владимир Диховични и Морис Слободской.
В центъра на сюжета е педантичен бюрократ, който по стечение на обстоятелствата е обявен за починал и се опитва да докаже, че е жив, за да се върне на службата си и да се ожени. Главните роли се изпълняват от Ростислав Плят, Георгий Вицин, Вера Алтайская.
„Младоженец от онзи свят“ е приет от властите за изключително критичен и е подложен на тежка цензура, като почти половината дължина на филма е премахната. Кариерата на Гайдай е прекъсната за две години, след което е принуден да заснеме пропагандния филм „Възкресен три пъти“ („Трижды воскресший“, 1960).

## Сюжет
Ръководителят на институцията "КУКУ", бюрократът-виртуоз Петухов, връщайки се след тридневно отсъствие от булката си, открива, че е погребан на абсолютно законни основания. Тялото на загинал под кола е объркано с тялото на Петухов.

## В ролите
- Ростислав Плят — Семьон Данилович Петухов
- Георгий Вицин — Петро Петрович Фикусов
- Александра Данилова — Вира Анатолиевна